# 纸坊街道
纸坊街道，是中国湖北省武汉市江夏区的一个街道，江夏区政府驻地。办事处驻纸坊，人口250000人（2008），面积180.38平方千米。

## 行政区划

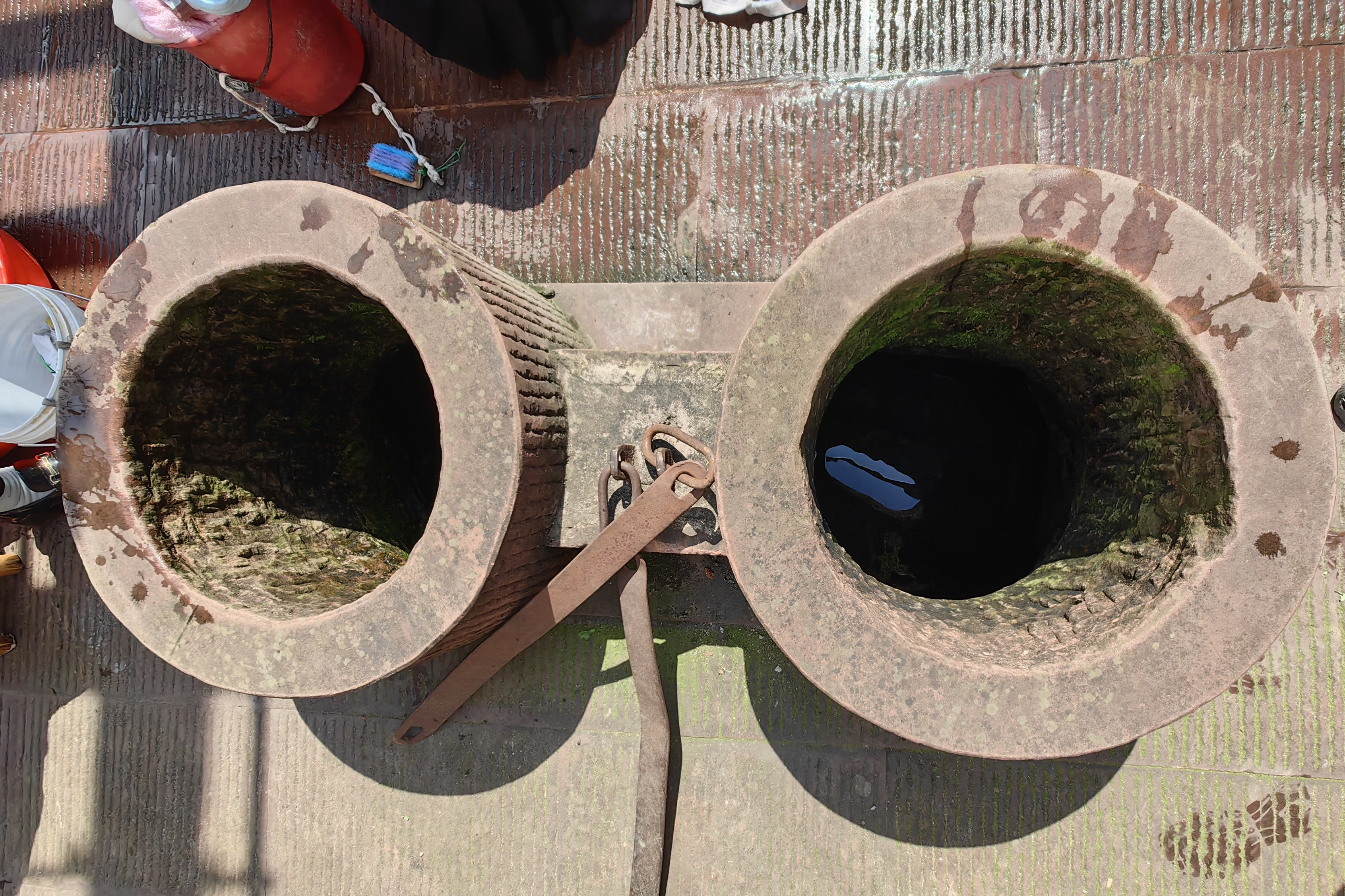
龙头古井，龙井社区即以此命名

辖19个居委会、26个村委会：
宁安社区、郭岭社区、青龙山社区、龙井社区、幸福社区、新北路社区、复江道社区、秀山社区、站西社区、北华社区、三潭社区、西港社区、中建三局二公司社区、中建三局四公司社区、九六零三社区、宁港社区、花山社区、文苑社区、今城社区、育才社区、青龙村、城关村、齐心村、姜家畈村、东林村、东方村、胜利村、林港村、丰收村、照耀村和狮子山村。

## 交通
- 京广铁路：大花岭站